# Parti personnaliste révolutionnaire des travailleurs
Pour les articles homonymes, voir Parti révolutionnaire des travailleurs.
Le Parti personnaliste révolutionnaire des travailleurs (en vietnamien : Cần lao Nhân vị Cách mạng Ðảng ou Đảng Cần lao Nhân vị), appelé simplement Cần Lao, était un parti politique vietnamien, fondé au début des années 1950 par le président de la République du Viêt Nam Ngô Đình Diệm et son frère Ngô Ðình Nhu.

## Histoire
Basé sur des organisations de masse et des réseaux secrets efficaces, le parti a joué un rôle considérable dans la création d'une atmosphère politique propice à l'arrivée au pouvoir de Diệm et l'a aidé à contrôler la vie politique sud-vietnamienne. La doctrine officielle du parti, la théorie de la dignité de la personne, a été conceptualisée par Ngô Đình Nhu. Elle est la version sud-vietnamienne du personnalisme (en vietnamien : Thuyết Nhân Vị) et s'est largement inspirée du personnalisme d'Emmanuel Mounier.

Mouvement Révolutionnaire National, Insigne
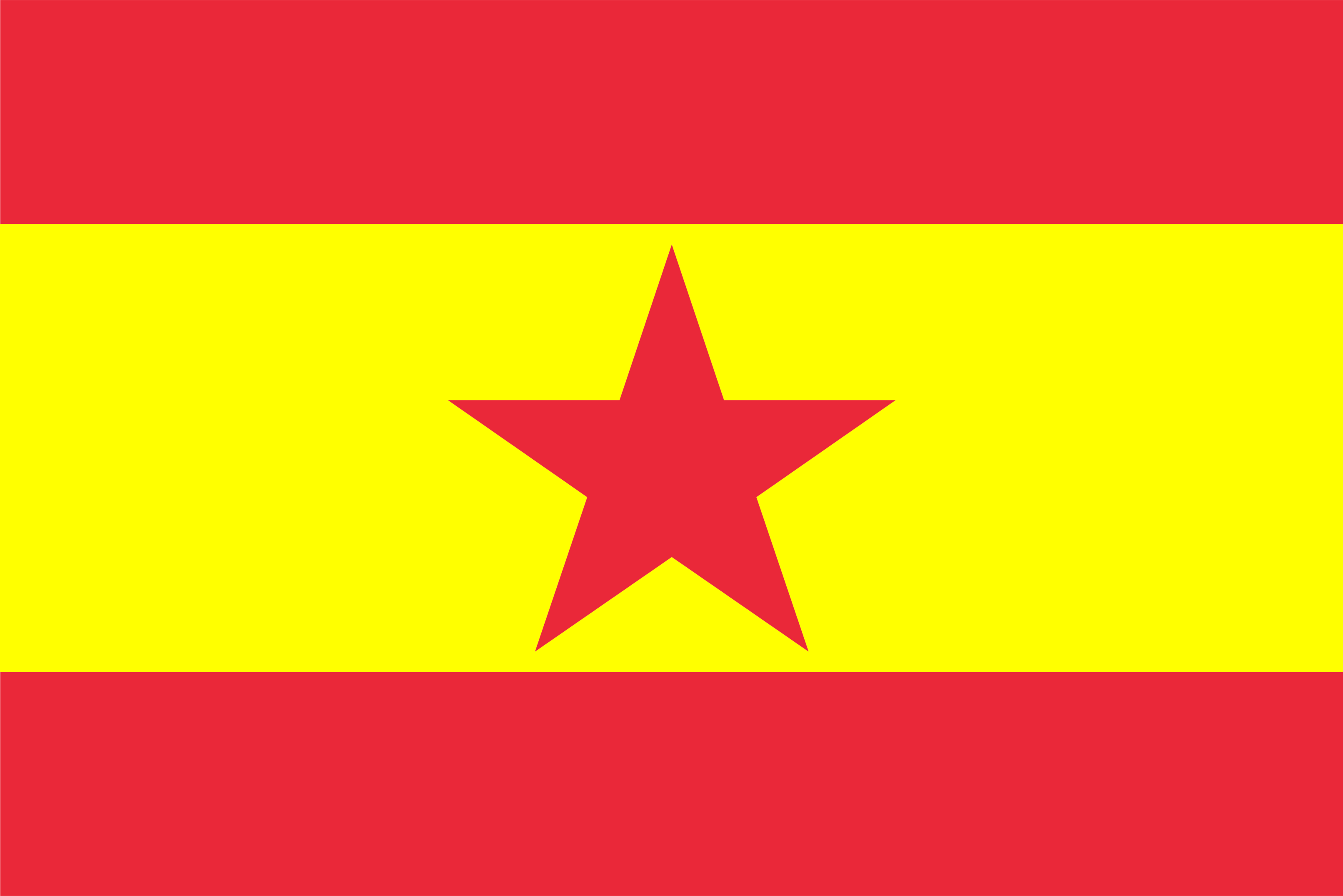
Mouvement Révolutionnaire National, Drapeau
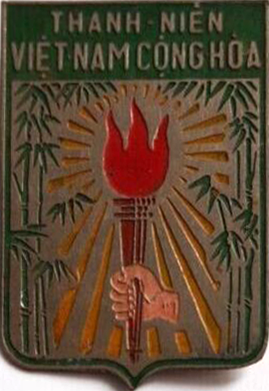
Mouvement de la Jeunesse Républicaine
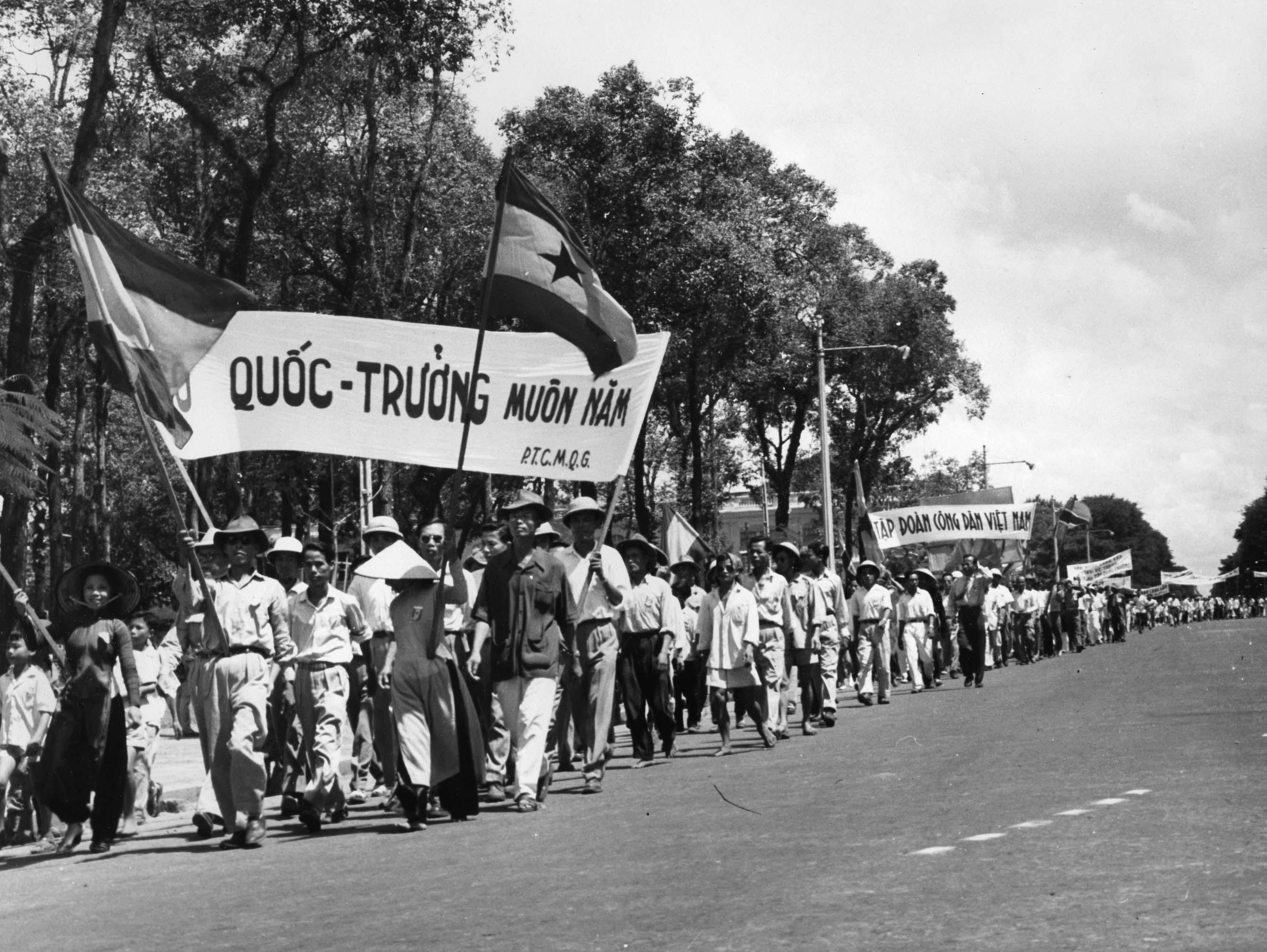

## Voir également
- Tentative de coup d'État de 1960 en république du Viêt Nam
- Tentative de coup d'État de 1963 en république du Viêt Nam